# Family Business (2-4 Family)
Family Business è l'album di debutto del gruppo rap tedesco 2-4 Family. Fino ad oggi "Family Business" rimane l'unico album pubblicato dalla band. L'album raggiunse la posizione #54 nella classifica tedesca e la #32 in quella svizzera.
I singoli estratti dall'album sono Stay, Lean On Me (With the Family) e Take Me Home.

## Tracklist
- Stay (3:49)
- Jump (4:24)
- Lean On Me (With the Family) (3:38)
- Brand New Toy (3:36)
- 9 Lives (Original Mix) (4:08)
- Every Time You Go Away (4:22)
- Flame (4:30)
- Who Knows What U'll Find (3:28)
- So Unique (3:33)
- Take Me Home  (3:51)
- Stay (Jay's D-Style Mix) (4:15)
- 9 Lives (Clean Version) (4:08)

## Classifiche
| Classifica (1999) | Posizione |
| ----------------- | --------- |
| Germania          | 54        |
| Svizzera          | 32        |